# Chiesa di San Rocco (Mozzagrogna)
La chiesa di San Rocco è la parrocchiale di Mozzagrogna, in provincia di Chieti e arcidiocesi di Lanciano-Ortona; fa parte della zona pastorale Lanciano 2.

## Storia
Il 15 agosto 1505, mentre imperversava un'epidemia di peste, si tenne un'assemblea durante la quale venne dato l'incarico a dei deputati eletti ad hoc di reperire i fondi necessari per l'edificazione di una cappella dedicata a san Rocco.
Questo luogo di culto fu interessato da un ampliamento nel 1619, allorché si provvide a dotarlo anche di un alloggio per il curato; da una descrizione del 1671 si apprende che l'altare maggiore era dotato del tabernacolo e che l'altare laterale di San Rocco era impreziosito da un dipinto.
La parrocchiale venne riedificata ex novo nel 1771 con un impianto a tre navate; questo edificio presentava inoltre una cupola ed era abbellito da alcune opere realizzate dal pittore Salvini. Un nuovo rimaneggiamento fu condotto nel 1820.
Nel 1943, durante la seconda guerra mondiale, la chiesa fu danneggiata in maniera gravissima dai bombardamenti anglo-americani, tanto che al termine del conflitto rimanevano in piedi solo i pilastri e una porzione della facciata. Negli anni successivi si rese dunque necessario ricostruire pressoché per intero il luogo di culto, poi terminato nel decennio successivo.
Tra il 1966 e il 1968 si procedette all'esecuzione di alcuni lavori volti a risolvere dei problemi di infiltrazione di umidità, mentre nel 1995 venne eseguito un intervento di manutenzione che interessò l'esterno della chiesa.
Tra il 2005 e il 2008 sia la parrocchiale che il campanile furono risanati e ritinteggiati.

## Descrizione

### Esterno
La facciata della chiesa, rivolta a sudovest, è suddivisa da una cornice marcapiano in due registri: quello inf, più largo, presenta centralmente il portale d'ingresso, sormontato da un frontoncino curvilineo, mentre quello superiore è caratterizzato da una finestra e coronato dal timpano di forma semicircolare, entro il quale s'apre una finestrella.
Annesso alla parrocchiale è il campanile a base quadrata, la cui cella presenta su ogni lato una monofora a tutto sesto ed è coronata dalla guglia piramidale.

### Interno
L'interno dell'edificio si compone di un'unica navata, sulla quale si affacciano le cappelle laterali, tra di loro intercomunicanti, e le cui pareti sono scandite da lesene e pilastri, sopra cui si imposta la volta a botte lunettata; al termine dell'aula si sviluppa il presbiterio, rialzato di alcuni gradini, ospitante l'altare rivolto verso l'assemblea e chiuso dall'abside, abbellita dagli affreschi raffiguranti l'Ascensione della Vergine e la Maiestas Domini.